# Монолдор (село)
Монолдор — село в Жайылском районе Чуйской области Кыргызстана. Входит в состав Сары-Булакского аильного округа. Код СОАТЕ — 41708 209 840 02 0.Село был основано в 1931 году.Население составляет 712(2024) человек,здесь 109 жилых домов.Также есть библиотека и футбольное поле имени Сатылганова Жумабая.Село находится на 1106 метров над уровнем моря,рядом с горами и родником иза этого тут уровень воздуха чище. 

## Население
| год     | 2009 | 2014 | 2023 |
| ------- | ---- | ---- | ---- |
| человек | 589  | 622  | 712  |